# Есквін (король Вессексу)
Есквін (давн-англ. ÆSCVVINE; ? —676) — король Вессексу в 674—676 роках.

## Життєпис
Походив з Вессекської династії. Син Кенфуса, короля Вессекса. Про молоді роки нічого невідомо. У 674 році після смерті (або загибелі) батька став королем. Втім боровся з іншими претендентами на трон. У 675 році у битві при Біданхефді завдав поразки Вульфхеру, королю Мерсії.
Помер або загинув у 676 році. Йому спадкував Кентвін.